# Черкаська загальноосвітня школа № 24
Черкаська загальноосвітня школа І-ІІІ ступенів № 24 — загальноосвітній навчальний заклад у місті Черкаси.

## Історія
Нову школу було вирішено будувати 1971 року (рішення міської ради від 6 жовтня 1971 року № 754). Школа почала працювати 1 вересня 1974 року, першим директором став Тунік Михайло Мусійович. Тоді у ній навчалось близько 1 тисячі учнів та працювало 55 педагогів. З перших років існування школи піонери почали пошукову роботу по Герою Радянського Союзу Вернигорі Петру Леонтійовичу. В 1981—1984 роках частими гостями школи були іноземні делегації з Німеччини та Польщі. До 40-річчя перемоги у другій світовій війні учні брали участь у пошуковій операції «Літопис Великої Вітчизняної», під час якої було записано багато спогадів ветеранів війни. 9 травня 1985 року при школі відкрився музей бойової слави, який пізніше було закрито, але зараз ведуться роботи щодо його відновлення. Натомість 2008 року у школі було відкрито музей старожитностей, який став візитівкою навчального закладу. До школи також було переведено Черкаський позашкільний навчальний заклад «Центр туризму, краєзнавства, екскурсій та спорту учнівської молоді».

## Директори
- 1974—1977 — Тунік Михайло Мусійович
- 1977—1979 — Клечковський Анатолій Миколайович
- 1980—1987 — Юношева Валентина Іванівна
- 1987—1990 — Галка Людмила Григорівна
- 1990—2001 — Батрак Антоніна Миколаївна
- 2001—2002 — Верига Василь Віленович
- з 2003 — Скирда Геннадій Федорович